# Абердэр (национальный парк)
Абердэр (англ. Aberdare National Park) — национальный парк, расположенный в районе хребта Абердэр в центральной Кении. Парк расположен примерно в 100 км к северу от Найроби и имеет разнообразные ландшафты, поскольку высота территории парка меняется от 2100 м до 4300 м над уровнем моря. Национальный парк Абердэр был основан в мае 1950 года и в настоящее время занимает площадь 766 км2. Для парка характерно богатое разнообразие пейзажей — от горных вершин, которые поднимаются до 4300 м над уровнем моря, до глубоких V-образных долин с ручьями, реками и водопадами. Вересковые пустоши, бамбуковые леса и дождевые леса находятся на более низких высотах парка.

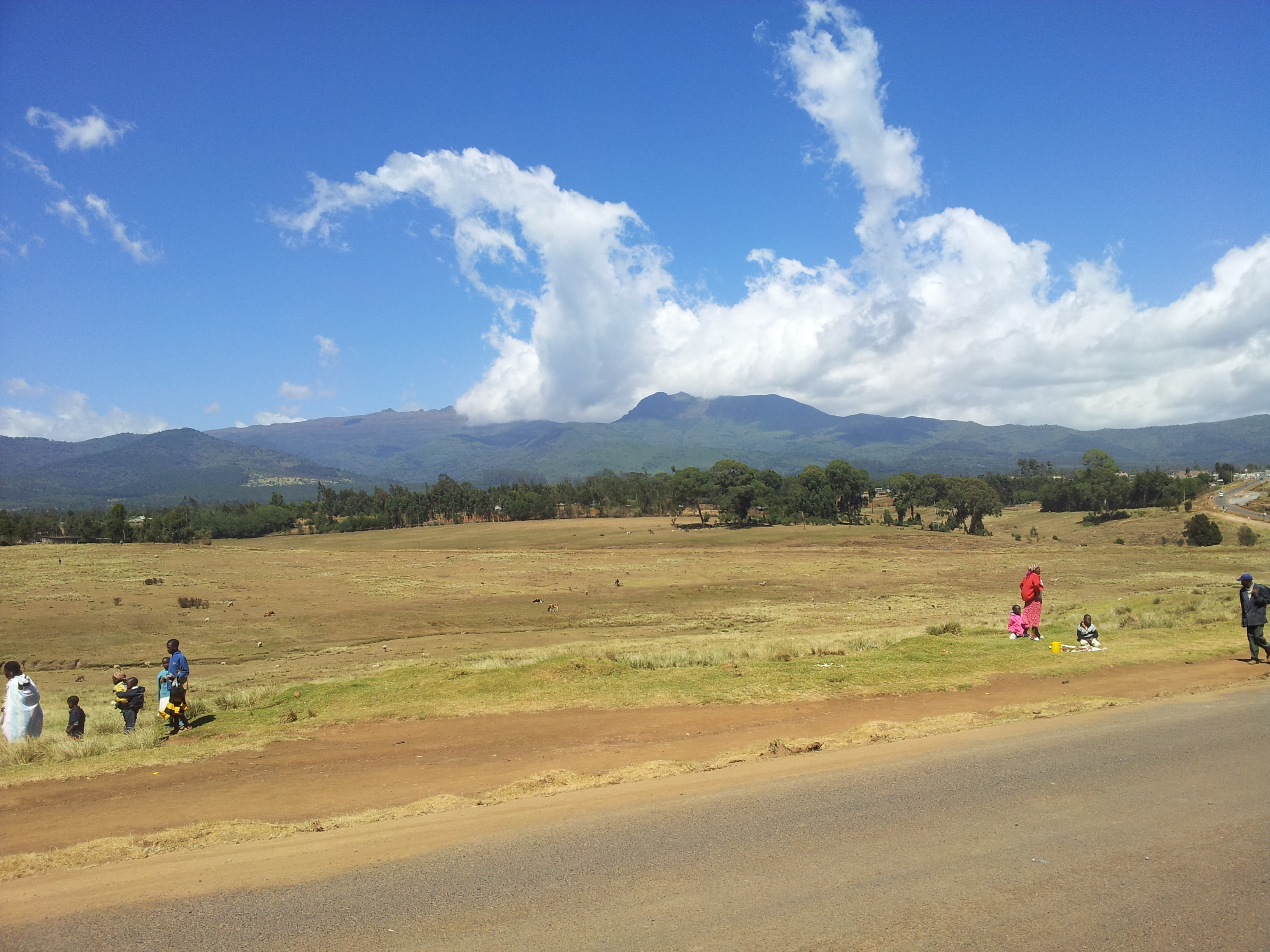
Вид на хребет Абердэр

## Дикая природа
Животные, обитающие на территории парка: леопард, африканский слон, гиеновидная собака, большая лесная свинья, бушбок, горные антилопы, обыкновенный водяной козёл, африканский буйвол, антилопа суни, полосатый шакал, канна, дукеры, павиан анубис, гверецы и белогорлая мартышка. В редких случаях можно увидеть золотую кошку и антилопу бонго — лесную антилопу, живущую в бамбуковом лесу. Канну и сервала можно найти выше в вересковой пустоши. Национальный парк Абердэр также содержит большую популяцию чёрного носорога. В парке обитает более 250 видов птиц, в том числе находящихся под угрозой исчезновения: эндемик абердарская цистикола, кенийский турач, шпатовый ястреб, африканский тетеревятник, орлы, нектарницы и ржанки.
У народа кикуйю считается, что хребет Абердэр является одним из домов их бога — Нгаи.

## Туризм
Посетители парка могут найти различные типы размещения в соответствии с их предпочтениями, начиная от домика из дерева (Treetops) и заканчивая построенным в форме Ноева ковчега лоджа (Ark). Парк также содержит две взлётно-посадочных полосы у Mweiga и Nyeri.
Парк открыт ежедневно с 6:00 утра до 7:00 вечера. Передвижение пешком запрещено. Вход в парк только по смарт-картам, полученным и загруженным у главных ворот.
Входная стоимость в парк (в 2013 г):
| Категория                                      | Стоимость |
| ---------------------------------------------- | --------- |
| Граждане государств Восточной Африки           | 300 KSh   |
| Студенты и дети государств Восточной Африки    | 200 KSh   |
| Граждане других государств                     | 50 $      |
| Студенты и дети других государств              | 25 $      |
| Транспортное средство менее 6 мест (за 1 день) | 300 KSh   |

|                  |                          |                 |                    |
| Африканский слон | Африканский бородавочник | Пятнистая гиена | Африканский буйвол |

## Интересные факты
5 февраля 1952 здесь остановилась на ночлег в отеле на дереве принцесса Елизавета. 6 февраля 1952 Королева Елизавета отправилась в Лондон.